# Ryan Holiday
Ryan Holiday (Sacramento, California; 16 de junio de 1987) es un autor, vendedor y empresario estadounidense. Es un estratega de medios, exdirector de marketing de American Apparel y de medios de comunicación, columnista y editor para The New York Observer.

## Trayectoria
Holiday comenzó su carrera profesional después de abandonar la universidad a la edad de 19 años. Asistió brevemente a la Universidad de California, Riverside, donde estudió ciencias políticas y escritura creativa. Trabajó con Robert Greene, autor de The 48 Laws of Power, en el best seller de Greene de 2009, The 50th Law.
Después Holiday se desempeñó como director de Marketing para American Apparel y como asesor del fundador Dov Charney. Se fue de la empresa en octubre de 2014. Ha sido responsable de diversas manipulaciones en los medios y ha escrito extensamente sobre el tema.

## Publicaciones
Holiday es autor de varios libros, y ha escrito para Forbes, Fast Company, The Huffington Post, The Columbia Journalism Review, The Guardian, Thought Catalog, Medium.com y New York Observer, donde es columnista de medios.
En julio de 2012, Portfolio / Penguin lanzó el primer libro de Holiday, Confía en mí, estoy mintiendo. Confesiones de un manipulador de medios. La obra pretende exponer fallas en el actual sistema de periodismo en línea y cataloga la explotación del autor de ellas. Debutó en la lista de best sellers del Wall Street Journal. 
El segundo libro de Holiday, Growth Hacker Marketing. El futuro del Social Media y la Publicidad , fue publicado originalmente en septiembre de 2013 por Portfolio / Penguin y luego se expandió a una edición impresa en 2014. El libro intenta mostrar cómo los esfuerzos de marketing tradicionales (vallas publicitarias, comunicados de prensa) ya no son los más efectivos y por qué la piratería de crecimiento es más barata y más efectiva en el mercado actual. El libro fue nombrado uno de los diez mejores libros de marketing de la revista Inc. de 2014.
En febrero de 2014 Holiday fue nombrado editor general de la sección Business & Technology en el New York Observer.
Su tercer libro, El obstáculo es el camino, fue publicado el 1 de mayo de 2014, también por Portfolio / Penguin. El libro se basa en el ejercicio estoico de aprovechar los obstáculos como oportunidades. El libro vendió más de 230.000 copias, y según los informes, fue leído por los Patriots de Nueva Inglaterra durante su Victoria en la Super Bowl de 2014 sobre los Seahawks de Seattle y distribuido en el vestuario de los Seahawks en la siguiente temporada por la oficina del equipo.
En 2016, Holiday publicó dos libros. El primero, El ego es el enemigo, usa varias figuras históricas como casos de estudio para ilustrar los peligros del egoísmo.El segundo, junto a Stephen Hanselman, Estoicismo cotidiano. 366 reflexiones sobre la sabiduría, la perserverancia y el arte de vivir. En 2017 aparecieron otros dos libros suyos: Un best seller para toda la vida. Cómo crear y vender obras duraderas y Diario para estoicos. 366 días de escritura y reflexión sobre el arte de vivir, con Stephen Hanselman de nuevo como coautor.
En 2018, publicó Conspiracy: Peter Thiel, Hulk Hogan, Gawker y Anatomy of Intrigue. Se trata de la demanda entre Gawker Media y el luchador Hulk Hogan, así como de la participación de Peter Thiel en la disputa. Fue revisado favorablemente por William D. Cohan del New York Times, quien llamó al libro "un infierno de cambio de página".  
En 2019 publicó La quietud es la clave, que aboga por un enfoque equilibrado de la vida y por limitar la cantidad de "ruido" y, aunque se refiere principalmente al estoicismo, también hace referencias al budismo, el confucianismo, el taoísmo y las religiones abrahámicas. 
De nuevo junto a Stephen Hanselman, publicó en 2020 Vidas de los estoicos. El arte de vivir, de Zenón a Marco Aurelio. Su libro más reciente es de 2021: La llamada del coraje. La fortuna favorece a los valientes.

## Estoicismo
A través de sus libros, artículos y conferencias, Holiday ha sido relacionado por el New York Times con la creciente popularidad del estoicismo. También fue descrito como "líder en el campo del estoicismo" que se ha destacado por ganar influencia entre los empresarios de Silicon Valley.

## Libros
- 2012: Confía en mí, estoy mintiendo. Confesiones de un manipulador de medios (Trust Me, I'm Lying: Confessions of a Media Manipulator)
- 2014: Growth Hacker Marketing. El futuro del Social Media y la Publicidad (Growth Hacker Marketing: A Primer on the Future of PR, Marketing, and Advertising)
- 2014: El obstáculo es el camino. El arte inmemorial de convertir las pruebas en triunfo (The Obstacle Is the Way: The Timeless Art of Turning Trials into Triumph)
- 2016: El ego es el enemigo (Ego is the Enemy)
- 2016: Estoicismo cotidiano. 366 reflexiones sobre la sabiduría, la perserverancia y el arte de vivir (The Daily Stoic Journal: 366 Days of Writing and Reflection on the Art of Living). Con Stephen Hanselman.
- 2017: Un best seller para toda la vida. Cómo crear y vender obras duraderas (Perennial Seller: The Art of Making and Marketing Work that Lasts)
- 2017: Diario para estoicos. 366 días de escritura y reflexión sobre el arte de vivir (The Daily Stoic Journal: 366 Days of Writing and Reflection on the Art of Living)
- 2018: Conspiracy: Peter Thiel, Hulk Hogan, Gawker, and the Anatomy of Intrigue
- 2019: La quietud es la clave (Stillness Is the Key)
- 2020: Vidas de los estoicos. El arte de vivir, de Zenón a Marco Aurelio (Lives of the Stoics: The Art of Living from Zeno to Marcus Aurelius: Lessons on the Art of Living). Con Stephen Hanselman.
- 2021: La llamada del coraje. La fortuna favorece a los valientes (Courage Is Calling: Fortune Favors the Brave). 1 de la serie Las cuatro virtudes estoicas.
- 2022: La disciplina marcará tu destino. El poder del autocontrol (Discipline Is Destiny: The Power of Self-Control). 2 de la serie Las cuatro virtudes estoicas.
- 2024: La cosa correcta, ahora mismo. De la bondad a la grandeza. (Right Thing, Right Now. Justice in an unjust world). 3 de la serie de Las cuatro virtudes estoicas (Coraje, Templanza, Justicia y Sabiduría)